# Wereldkampioenschap volleybal mannen 2014 (kwalificatie CEV)
Deze pagina beschrijft het kwalificatieproces voor het Wereldkampioenschap volleybal, dat werd gehouden van 3 september tot en met 21 september 2014 in Polen. 40 landen streden om 8 plaatsen in het eindtoernooi.
De top 2 van het Europees kampioenschap volleybal mannen 2013 plus de 6 teams van de kwalificaties plaatsten zich voor het WK.

## Europees kampioenschap
| Rank   | Team        |
| ------ | ----------- |
| Goud   | Rusland     |
| Zilver | Italië      |
| Brons  | Servië      |
| 4      | Bulgarije   |
| 5      | Frankrijk   |
| 6      | Duitsland   |
| 7      | België      |
| 8      | Finland     |
| 9      | Polen       |
| 10     | Nederland   |
| 11     | Slowakije   |
| 12     | Denemarken  |
| 13     | Slovenië    |
| 14     | Turkije     |
| 15     | Wit-Rusland |
| 16     | Tsjechië    |

Uitgeschakeld in de 3e kwalificatieronde
- Kroatië

- Griekenland

- Letland

Uitgeschakeld in de 2e kwalificatieronde
- Oostenrijk
- Estland
- Verenigd Koninkrijk
- Hongarije

- Israël
- Macedonië
- Montenegro
- Portugal

- Roemenië
- Spanje
- Zweden
- Oekraïne

Uitgeschakeld in de 1e kwalificatieronde
- Albanië
- Andorra

- Cyprus
- Luxemburg

- Zwitserland

## Loting
Veertig landen namen deel aan de kwalificaties. De teams werden ingedeeld op basis van de Europese ranglijst. De nummers 1 tot en met 12 waren vrijgesteld van de eerste twee rondes en startten direct in de derde ronde.
Eerste ronde
| Groep A                                                                  | Groep B                                                   | Groep C                                                    | Groep D                                                      |
| ------------------------------------------------------------------------ | --------------------------------------------------------- | ---------------------------------------------------------- | ------------------------------------------------------------ |
| Nederland (14) Kroatië (26) Bosnië en Herzegovina (30) Azerbeidzjan (32) | Slovenië (15) Israël (23) Hongarije (28) Moldavië (34)    | Estland (16) Letland (21) Wit-Rusland (25) Denemarken (29) | België (17) Oostenrijk (21) Roemenië (27) Noord-Ierland (46) |
| Groep E                                                                  | Groep F                                                   | Groep G                                                    |                                                              |
| Griekenland (18) Zweden (31) Noorwegen (39) IJsland (40)                 | Oekraïne (19) Montenegro (23) Macedonië (32) Albanië (38) | Luxemburg (35) Cyprus (37) Schotland (41) San Marino (43)  |                                                              |

Tweede ronde
| 2e Groep A 2e Groep B 2e Groep C 2e Groep D 2e Groep E 2e Groep F |

## Eerste ronde

### Groep A
- Locatie:  Dom odbojke Bojan Stranić, Zagreb, Kroatië
- Data: 24-26 mei 2013

|      |                       |     | Wedstrijden | Wedstrijden | Sets | Sets | Sets |
| Rank | Team                  | Pts | W           | L           | W    | L    |      |
| ---- | --------------------- | --- | ----------- | ----------- | ---- | ---- | ---- |
| 1    | Kroatië               | 9   | 3           | 0           | 9    | 0    |      |
| 2    | Nederland             | 6   | 2           | 1           | 6    | 3    |      |
| 3    | Azerbeidzjan          | 3   | 1           | 2           | 4    | 7    |      |
| 4    | Bosnië en Herzegovina | 0   | 0           | 3           | 1    | 9    |      |

### Groep B
- Locatie:  Arena Stožice, Ljubljana, Slovenië
- Data: 24-26 mei 2013

|      |           |     | Wedstrijden | Wedstrijden | Sets | Sets | Sets |
| Rank | Team      | Pts | W           | L           | W    | L    |      |
| ---- | --------- | --- | ----------- | ----------- | ---- | ---- | ---- |
| 1    | Slovenië  | 9   | 3           | 0           | 9    | 1    |      |
| 2    | Israël    | 4   | 1           | 2           | 6    | 7    |      |
| 3    | Moldavië  | 3   | 1           | 2           | 4    | 7    |      |
| 4    | Hongarije | 2   | 1           | 2           | 4    | 8    |      |

### Groep C
- Locatie:  Rakvere Spordihall, Rakvere, Estland
- Data: 24-26 mei 2013

|      |             |     | Wedstrijden | Wedstrijden | Sets | Sets | Sets |
| Rank | Team        | Pts | W           | L           | W    | L    |      |
| ---- | ----------- | --- | ----------- | ----------- | ---- | ---- | ---- |
| 1    | Estland     | 7   | 2           | 1           | 8    | 4    |      |
| 2    | Wit-Rusland | 6   | 2           | 1           | 7    | 3    |      |
| 3    | Letland     | 5   | 2           | 1           | 6    | 5    |      |
| 4    | Denemarken  | 0   | 0           | 3           | 0    | 9    |      |

### Groep D
- Locatie:  Sportcampus Lange Munte, Kortrijk, België
- Data: 24-26 mei 2013

|      |               |     | Wedstrijden | Wedstrijden | Sets | Sets | Sets |
| Rank | Team          | Pts | W           | L           | W    | L    |      |
| ---- | ------------- | --- | ----------- | ----------- | ---- | ---- | ---- |
| 1    | België        | 9   | 3           | 0           | 9    | 2    |      |
| 2    | Roemenië      | 6   | 2           | 1           | 7    | 3    |      |
| 3    | Oostenrijk    | 3   | 1           | 2           | 4    | 6    |      |
| 4    | Noord-Ierland | 0   | 0           | 3           | 0    | 9    |      |

### Groep E
- Locatie:  Halmstad Arena, Halmstad, Zweden
- Data: 24-26 mei 2013

|      |             |     | Wedstrijden | Wedstrijden | Sets | Sets | Sets |
| Rank | Team        | Pts | W           | L           | W    | L    |      |
| ---- | ----------- | --- | ----------- | ----------- | ---- | ---- | ---- |
| 1    | Griekenland | 8   | 3           | 0           | 9    | 2    |      |
| 2    | Zweden      | 5   | 2           | 1           | 6    | 5    |      |
| 3    | Noorwegen   | 5   | 1           | 2           | 7    | 6    |      |
| 4    | IJsland     | 0   | 0           | 3           | 0    | 9    |      |

### Groep F
- Locatie:  SRC Kale, Skopje, Macedonië
- Data: 24-26 mei 2013

|      |            |     | Wedstrijden | Wedstrijden | Sets | Sets | Sets |
| Rank | Team       | Pts | W           | L           | W    | L    |      |
| ---- | ---------- | --- | ----------- | ----------- | ---- | ---- | ---- |
| 1    | Macedonië  | 9   | 3           | 0           | 9    | 0    |      |
| 2    | Oekraïne   | 6   | 2           | 1           | 6    | 4    |      |
| 3    | Montenegro | 3   | 1           | 2           | 4    | 7    |      |
| 4    | Albanië    | 0   | 0           | 3           | 1    | 9    |      |

### Groep G
- Locatie:  Spyros Kyprianou Athletic Center, Limassol, Cyprus
- Data: 6-9 juni 2013

|      |            |     | Wedstrijden | Wedstrijden | Sets | Sets | Sets |
| Rank | Team       | Pts | W           | L           | W    | L    |      |
| ---- | ---------- | --- | ----------- | ----------- | ---- | ---- | ---- |
| 1    | Cyprus     | 9   | 3           | 0           | 9    | 1    |      |
| 2    | Schotland  | 6   | 2           | 1           | 6    | 3    |      |
| 3    | Luxemburg  | 3   | 1           | 2           | 3    | 6    |      |
| 4    | San Marino | 0   | 0           | 3           | 1    | 9    |      |

## Tweede ronde
- Locatie:  Topsportcentrum Almere, Almere, Nederland
- Data: 2-6 oktober

|      |             |     | Wedstrijden | Wedstrijden | Sets | Sets | Sets |
| Rank | Team        | Pts | W           | L           | W    | L    |      |
| ---- | ----------- | --- | ----------- | ----------- | ---- | ---- | ---- |
| 1    | Oekraïne    | 12  | 4           | 1           | 12   | 4    |      |
| 2    | Nederland   | 12  | 4           | 1           | 12   | 4    |      |
| 3    | Wit-Rusland | 10  | 4           | 1           | 13   | 8    |      |
| 4    | Roemenië    | 4   | 1           | 4           | 6    | 13   |      |
| 5    | Zweden      | 4   | 1           | 4           | 5    | 12   |      |
| 6    | Israël      | 3   | 1           | 4           | 5    | 12   |      |

## Derde ronde
De vijf groepswinnaars en de beste nummer 2 plaatsen zich voor het WK in Polen.

### Groep I
- Locatie:  Tsjechië
- Data: 3-5 januari 2014

|      |           |     | Wedstrijden | Wedstrijden | Sets | Sets | Sets |
| Rank | Team      | Pts | W           | L           | W    | L    |      |
| ---- | --------- | --- | ----------- | ----------- | ---- | ---- | ---- |
| 1    | Bulgarije | 6   | 2           | 0           | 6    | 0    |      |
| 2    | Nederland | 6   | 2           | 1           | 6    | 3    |      |
| 3    | Tsjechië  | 3   | 1           | 1           | 3    | 3    |      |
| 4    | Cyprus    | 0   | 0           | 3           | 0    | 9    |      |

### Groep J
- Locatie:  Servië
- Data: 3-5 januari 2014

|      |           |     | Wedstrijden | Wedstrijden | Sets | Sets | Sets |
| Rank | Team      | Pts | W           | L           | W    | L    |      |
| ---- | --------- | --- | ----------- | ----------- | ---- | ---- | ---- |
| 1    | Servië    | 6   | 2           | 0           | 6    | 0    |      |
| 2    | Slovenië  | 6   | 2           | 1           | 6    | 4    |      |
| 3    | Portugal  | 3   | 1           | 1           | 4    | 3    |      |
| 4    | Macedonië | 0   | 0           | 3           | 0    | 9    |      |

### Groep K
- Locatie:  Duitsland
- Data: 3-5 januari 2014

|      |           |     | Wedstrijden | Wedstrijden | Sets | Sets | Sets |
| Rank | Team      | Pts | W           | L           | W    | L    |      |
| ---- | --------- | --- | ----------- | ----------- | ---- | ---- | ---- |
| 1    | Duitsland | 9   | 3           | 0           | 9    | 0    |      |
| 2    | Turkije   | 5   | 2           | 1           | 6    | 5    |      |
| 3    | Estland   | 3   | 1           | 2           | 3    | 7    |      |
| 4    | Kroatië   | 1   | 0           | 3           | 3    | 9    |      |

### Groep L
- Locatie:  Frankrijk
- Data: 3-5 januari 2014

|      |             |     | Wedstrijden | Wedstrijden | Sets | Sets | Sets |
| Rank | Team        | Pts | W           | L           | W    | L    |      |
| ---- | ----------- | --- | ----------- | ----------- | ---- | ---- | ---- |
| 1    | België      | 8   | 3           | 0           | 9    | 3    |      |
| 2    | Frankrijk   | 7   | 2           | 1           | 8    | 4    |      |
| 3    | Spanje      | 3   | 1           | 2           | 3    | 7    |      |
| 4    | Wit-Rusland | 0   | 0           | 3           | 1    | 9    |      |

### Groep M
- Locatie:  Slowakije
- Data: 3-5 januari 2014

|      |             |     | Wedstrijden | Wedstrijden | Sets | Sets | Sets |
| Rank | Team        | Pts | W           | L           | W    | L    |      |
| ---- | ----------- | --- | ----------- | ----------- | ---- | ---- | ---- |
| 1    | Finland     | 6   | 2           | 0           | 6    | 2    |      |
| 2    | Oekraïne    | 3   | 1           | 1           | 4    | 3    |      |
| 3    | Slowakije   | 3   | 1           | 1           | 3    | 3    |      |
| 4    | Griekenland | 0   | 0           | 2           | 1    | 6    |      |

### Rangschikking van de beste nummer 2
|      |           |     | Wedstrijden | Wedstrijden | Sets | Sets | Sets |
| Rank | Team      | Pts | W           | L           | W    | L    |      |
| ---- | --------- | --- | ----------- | ----------- | ---- | ---- | ---- |
| 1    | Frankrijk | 7   | 2           | 1           | 8    | 4    |      |
| 2    | Nederland | 6   | 2           | 1           | 6    | 3    |      |
| 3    | Slovenië  | 6   | 2           | 1           | 6    | 4    |      |
| 4    | Oekraïne  | 5   | 2           | 1           | 7    | 5    |      |
| 5    | Turkije   | 5   | 2           | 1           | 6    | 5    |      |